# Prelatura territoriale di Santiago Apóstol de Huancané
La prelatura territoriale di Santiago Apóstol de Huancané (in latino: Praelatura territorialis Sancti Iacobi Apostoli de Huancané) è una sede della Chiesa cattolica in Perù suffraganea dell'arcidiocesi di Arequipa. Nel 2021 contava 174.780 battezzati su 205.640 abitanti. È retta dal vescovo Giovanni Cefai, M.S.S.P.

## Territorio
La prelatura territoriale comprende i seguenti distretti nella parte meridionale del Perù, a nord del lago Titicaca e al confine con la Bolivia:
- Sandia, Alto Inambari, Cuyocuyo, Patambuco, Quiaca, San Juan del Oro, San Pedro de Putina Punco e Yanahuaya nella provincia di Sandia;
- Moho, Conima, Huyrapata e Tilali, che costituiscono l'intera provincia di Moho;
- Ananea, Quilcapuncu e Sina nella provincia di San Antonio de Putina;
- Cojata, Huancané, Inchupalla, Pusi, Rosaspata, Taraco e Vilque Chico nella provincia di Huancané.

Sede prelatizia è la città di Huancané, dove si trova la cattedrale di San Giacomo apostolo.
Il territorio si estende su una superficie di 18.881 km² ed è suddiviso in 22 parrocchie, raggruppate in 4 zone pastorali.

## Storia
La prelatura territoriale è stata eretta da papa Francesco il 3 aprile 2019 con la bolla Veritatis praecones, ricavandone il territorio dalle prelature territoriali di Ayaviri e di Juli.

## Cronotassi dei prelati
Si omettono i periodi di sede vacante non superiori ai 2 anni o non storicamente accertati.
- Giovanni Cefai, M.S.S.P., dal 3 aprile 2019

## Statistiche
La prelatura territoriale nel 2021 su una popolazione di 205.640 persone contava 174.780 battezzati, corrispondenti all'85,0% del totale.
| anno | popolazione | popolazione | popolazione | presbiteri | presbiteri | presbiteri | presbiteri                | diaconi | religiosi | religiosi | parrocchie |
| anno | battezzati  | totale      | %           | numero     | secolari   | regolari   | battezzati per presbitero | diaconi | uomini    | donne     | parrocchie |
| ---- | ----------- | ----------- | ----------- | ---------- | ---------- | ---------- | ------------------------- | ------- | --------- | --------- | ---------- |
| 2019 | 170.415     | 200.489     | 85,0        | 15         | 13         | 2          | 11.361                    |         |           | 14        | 20         |
| 2020 | 172.200     | 202.600     | 85,0        | 17         | 17         |            | 10.129                    |         |           | 5         | 20         |
| 2021 | 174.780     | 205.640     | 85,0        | 16         | 16         |            | 10.923                    |         |           | 5         | 22         |